# Dystrykt Pafos
Dystrykt Pafos (gr. Επαρχία Πάφου, tur. Baf Bölgesi) – jeden z 6 dystryktów Republiki Cypryjskiej, zlokalizowany w zachodniej części kraju. Zajmuje obszar o powierzchni 1389,819 km², a w 2021 r. liczył 100 175 mieszkańców. Głównym miastem i siedzibą władz dystryktu jest Pafos. Jedyny dystrykt na wyspie Cypr, nad którym rząd cypryjski sprawuje pełną kontrolę. Wybrzeże charakteryzuje się zatokami, przylądkami i mniejszymi półwyspami. W zachodniej części dystryktu rozciąga się niezamieszkany i chroniony półwysep Akamas, będący jednocześnie najbardziej wysuniętym na zachód punktem Cypru. Prawie całe północne wybrzeże leży nad Zatoką Chrisochu.